# Breno Giacomini
Breno Giacomini (Cambridge, Massachusetts, 27 de setembro de 1985) é um jogador de futebol americano que atua na posição de offensive tackle no Houston Texans na National Football League. Giacomini é filho de brasileiros de Governador Valadares, Minas Gerais.

## Carreira profissional
Giacomini foi draftado em 2008 pelo Green Bay Packers na 5ª rodada, na 150ª posição.
Ganhou o Super Bowl XLVIII pelo Seattle Seahawks.
Em 23 de fevereiro de 2017, Giacomini é dispensado pelo New York Jets. Na temporada de 2017, Giacomini joga no Houston Texans.